# Лешательєрит
Лешательєрит (рос. лешательерит; англ. lechatelierite; нім. Leschatelierit m) — рідкісний мінералоїд, природний аморфний кремнезем (кварцове скло).
Його описав і назвав у 1915 році французький мінералог Антуан Лакруа (A. Lacroix) на честь французького хіміка Анрі Луї Ле Шательє (Henri Louis Le Chatelier).

## Загальний опис
Основний компонент (як правило, 90–99,5 %): SiO2 (кремнезем). Склад та колір залежать від кварцового піску, з якого лешательєрит найчастіше й утворюється. Найчастіше сірий (від білого до чорного), іноді жовтуватий чи коричневатий. Блиск скляний. Густина 2,04–2,19 г/см³. Твердість за шкалою Мооса 5,5. Ізотропний.
Утворюється трьома шляхами:
- внаслідок плавлення і швидкого застигання кварцового піску при ударі блискавки і утворенні фульгуриту — найчастіше;
- при швидкому застиганні розплавлених вулканічних порід (як обсидіан, від якого відрізняється меншим вмістом компонентів, відмінних від SiO2);
- при застиганні порід, розплавлених метеоритним ударом (у такому випадку є імпактитом).